# Reiner Klimke
Reiner Klimke (Münster, 14. siječnja 1936. - Münster, 17. kolovoza 1999.) bio je njemački sportaš, koji se bavio konjičkim sportom. Osvojio je šest zlatnih i dvije brončane medalje u dresurnom jahanju na Ljetnim olimpijskim igrama — rekord u konjičkim disciplinama koji je u međuvremenu nadmašen. Nastupio je na šest Olimpijskih igara od 1960. do 1988., isključujući Igre 1980. koje je bojkotirala Zapadna Njemačka.

## Konjička karijera
Ekipna zlata na Olimpijskim igrama osvojio je 1964., 1968. (oba na konju Duxu), 1976. (konj Mehmed), 1984. i 1988. (oba s Ahlerichom), a pojedinačno zlato 1984. na Ahlerichu. Njegove dvije brončane medalje došle su u pojedinačnoj konkurenciji 1968. i 1976. 
Klimke je također imao odlične rezultate na Svjetskim prvenstvima, osvojivši šest zlatnih medalja: dvije pojedinačne, 1974. na Mehmedu i 1982. na Ahlerichu, te četiri ekipne: 1966., 1974., 1982. i 1986.
Na Europskom prvenstvu bio je prvak u pojedinačnoj konkurenciji 1967., 1973. i 1985. i nastupao je za sedam pobjedničkih momčadi Zapadne Njemačke (1965., 1973., 1983., 1985. i dr). Klimke se također natjecao u trodnevnoj konjičkoj disciplini na početku svoje karijere. Bio je član pobjedničkog tima zapadnonjemačke trodnevne discipline na Europskom prvenstvu 1959. i završio je na 18. mjestu u pojedinačnim disciplinama na Ljetnim olimpijskim igrama 1960. Također je osvojio Grand Prix natjecanje u preponskom jahanju u Berlinu.

## Osobni život
Reiner Klimke bio je sin oca psihologa i majke neurologinje. Sa suprugom Ruth (također vrhunskom natjecateljicom u preponskom i dresurnom jahanju) imao je troje djece: Ingrid, Rolfa i Michaela. Ingrid se natjecala u trodnevnoj konjičkoj disciplini  i dresuri; osvojila je zlatnu medalju na Ljetnim olimpijskim igrama 2008., dvadeset godina nakon posljednjeg olimpijskog zlata njezina oca. Michael se također natječe na razini Grand Prixa u dresurnom jahanju.
Klimke je također vodio odvjetničku tvrtku i bio je član nekoliko odbora, uključujući FEI Odbor za dresurno jahanje. Klimke je preminuo od srčanog udara u 63. godini u Münsteru, mjestu svog rođenja. Prije smrti planirao je natjecati se na Ljetnim olimpijskim igrama 2000. godine.